# Lavilleneuve
Lavilleneuve ist eine französische Gemeinde mit 57 Einwohnern (Stand 1. Januar 2022) im Département Haute-Marne in der Region Grand Est; sie gehört zum Arrondissement Langres.

## Geografie
Lavilleneuve liegt rund 29 Kilometer ostsüdöstlich der Stadt Chaumont im Osten des Départements Haute-Marne.

## Geschichte
Die Mechanisierung der Landwirtschaft führte zu einer Abwanderung im späten 19. Jahrhundert und im 20. Jahrhundert. Lavilleneuve gehört historisch zur Region Bailliage de Chaumont innerhalb der Champagne. Der Ort gehörte von 1793 bis 1801 zum District Bourbonne und zudem von 1793 bis 2015 zum Kanton Montigny (Name ab 1974: Kanton Val-de-Meuse).

## Bevölkerungsentwicklung
| Jahr                       | 1962 | 1968 | 1975 | 1982 | 1990 | 1999 | 2006 | 2012 | 2019 |
| Einwohner                  | 117  | 106  | 97   | 84   | 86   | 87   | 75   | 66   | 59   |
| Quellen: Cassini und INSEE |      |      |      |      |      |      |      |      |      |

## Sehenswürdigkeiten
- Kirche Saint-Denis, teilweise aus dem 16. Jahrhundert, teils aus dem 18. Jahrhundert